# Lentiol
Lentiol är en kommun i departementet Isère i regionen Auvergne-Rhône-Alpes i sydöstra Frankrike. Kommunen ligger i kantonen Roybon som tillhör arrondissementet Grenoble. År 2022 hade Lentiol 247 invånare.

## Befolkningsutveckling
Antalet invånare i kommunen Lentiol
Referens:INSEE